# Epinephelus sexfasciatus
Epinephelus sexfasciatus är en fiskart som först beskrevs av Achille Valenciennes 1828.  Epinephelus sexfasciatus ingår i släktet Epinephelus och familjen havsabborrfiskar. IUCN kategoriserar arten globalt som otillräckligt studerad. Inga underarter finns listade i Catalogue of Life.